# Красовский, Юрий Сергеевич
Ю́рий Серге́евич Красо́вский (род. 16 июля 1983) — российский хоккеист, нападающий.

## Биография
Воспитанник ленинградского — петербургского хоккея. В сезонах 2000/01 — 2001/02 выступал за «СКА-2» в первой лиге первенства России. Единственный матч в Суперлиге за СКА сыграл 9 декабря 2000 года, когда основной состав улетел в США на матчи со студенческими клубами, и в гостевом матче с новокузнецким «Металлургом» (0:13) вышли дублёры.
В сезонах 2002/03 — 2003/04 выступал за «ЦСК ВВС-2» Самара в первой лиге.
В июне 2022 года играл в выставочном матче «СКА 82 г.р.» — «СКА 81/83 г.р.» (4:3).